# Elaptus simulator
Elaptus simulator là một loài bọ cánh cứng trong họ Cerambycidae.